# Faucon des prairies
Falco mexicanus
Espèce
Statut CITES
Répartition géographique
- zone de nidification
- présence permanente
- aire d'hivernage

Statut de conservation UICN

 LC  : Préoccupation mineure
Le Faucon des prairies (Falco mexicanus) est une espèce de rapaces diurnes appartenant à la famille des Falconidae.
Il peuple des paysages ouverts. Il privilégie les zones arides, de la toundra alpine aux prairies et milieux désertiques et s'observe même parfois en ville. Il niche sur des falaises.